# Adschman (Emirat)
Adschman (arabisch إمارة عجمان, DMG Imārat ʿAǧmān; manchmal auch Ajman, Adjman, Ujmân und anders geschrieben) ist das flächenmäßig kleinste der sieben Emirate, die zusammen die Vereinigten Arabischen Emirate bilden. Das Hauptgebiet liegt nur rund 22 Kilometer nordöstlich von Dubai entfernt am Persischen Golf. Hauptstadt des Emirats ist das gleichnamige Adschman.

## Geographie
Das kleine Gebiet von Adschman zerfällt in drei von der Größe sehr unterschiedliche Teilstücke: Das wichtigste Teilstück liegt an einem acht Kilometer langen Küstenstreifen am Persischen Golf zwischen den Städten Umm al-Qaiwain und Schardscha und ist landseitig völlig vom Gebiet des Emirats Schardscha umschlossen. Es umfasst rund 148 km² meist flacher Sandböden, ist deckungsgleich mit der Hauptstadt des Emirats und erstreckt sich von dort aus rund 16 km ins Hinterland. Die beiden anderen Teilstücke sind die gering und dünner besiedelten Manama und Masfut, die 60 km bzw. 110 km von der Hauptstadt Adschman entfernt als Exklaven mit zusammen 14.811 Einwohnern (Volkszählung 2017) im landwirtschaftlich attraktiven östlichen Inland im Bereich des Hadschar-Gebirges liegen. Manama ist umgeben von den Territorien der Emirate Schardscha und Fudschaira, Masfut von Ra’s al-Chaima, Hatta (einer Exklave Dubais) und dem Sultanat Oman.
Adschman ist das ärmste Emirat der VAE, da es keine eigenen Öl- oder Erdgasvorräte besitzt und auch keine nennenswerte Landwirtschaft möglich ist. Lediglich der Handel und der entstehende Tourismus bringen dem Emirat einige Einkünfte. Daher ist es von den vertraglich vereinbarten Subventionen der rohstoffreichen VAE abhängig.

## Bauwerke
Stadtbildprägend ist der 2011 gebaute Hochhauskomplex Ajman One Towers.
Das Ajman Fort war die ursprüngliche Residenz der Herrscher von Adschman. Es wurde 1967 in eine Polizeikaserne umgewandelt und beherbergt heute ein Museum, das archäologische Artefakte und Ausstellungen zum traditionellen Leben im Emirat enthält.
Im Al Mareer Fort befindet sich das im Dezember 2012 eröffnete Manama Museum. Das Fort wurde während der Regierungszeit von Rashid bin Humaid Al Nuaimi (1872–1891) erbaut und liegt in einem Palmenhain, der von einem alten Faladsch-System bewässert wird.
Das Rote Fort wurde während der Regierungszeit von Humaid bin Abdul Aziz Al Nuaimi (1908–1928) gebaut und erhielt seinen Namen aufgrund des roten Verputzes. Ursprünglich hatte das Bauwerk zwei Wohntürme, ein dritter Turm wurde bei Renovierungsarbeiten im Jahr 1986 ergänzt.

## Geschichte und Politik
Adschman wird seit 1810 von Angehörigen der Familie an-Nuʿaimi beherrscht. Ab 1820 war das Emirat einer der Trucial States.
Am 2. Dezember 1971 entließ Großbritannien die ehemaligen Trucial States in die Unabhängigkeit. Unter Führung von Abu Dhabi wurden die Vereinigten Arabischen Emirate aus den ehemaligen Trucial States Abu Dhabi, Dubai, Schardscha, Adschman, Umm al-Qaiwain und Fudschaira gegründet. Am 10. Februar 1972 trat dann auch Ra’s al-Chaima als siebter und letzter ehemaliger Trucial State der Föderation bei. Herrscher Adschmans (Emir) ist seit 1981 Humaid bin Raschid Al Nuaimi III.

## Herrscher
- 1820–1838 Raschid I.
- 1838–1841 Humaid bin Raschid Al Nuaimi I.
- 1841–1848 Abd al-Aziz I.
- 1848–1872 Humaid bin Raschid Al Nuaimi I. (erneut)
- 1872–1891 Raschid II.
- 1891–1900 Humaid bin Raschid Al Nuaimi II.
- 1900–1908 Abdulaziz II.
- 1908–1928 Humaid bin Abdulaziz Al Nuaimi.
- 1928–1981 Raschid III.
- 1981–9999 Humaid bin Raschid Al Nuaimi III.
- Kronprinz:   Ammar bin Humaid Al Nuaimi

## Wirtschaft und Bildung

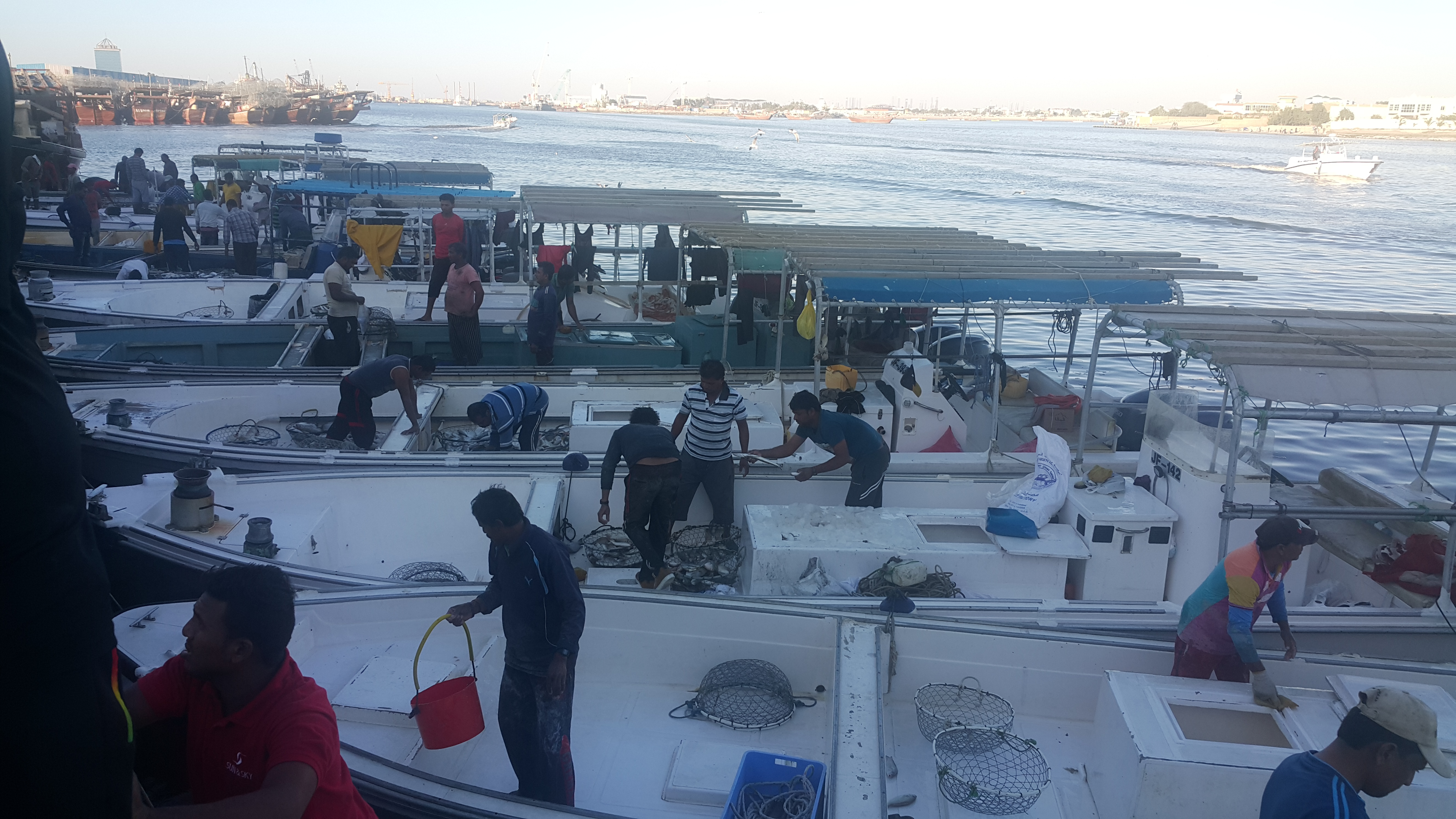
Boote mit Fischfang für den Fischmarkt am Hafen (2018)

Führende Wirtschaftszweige in Adschman sind die Fertigungsindustrie und das Baugewerbe, wichtigste Export-Handelspartner sind die Staaten des Golf-Kooperationsrats. Ein Teil der Bevölkerung lebt vom Fischfang, traditionelle Bedeutung besitzt der Schiffsbau. In der Exklave Manama wird Landwirtschaft betrieben, im Gebiet Masfut wird Tabak gepflanzt und Marmor abgebaut. Öl wurde im kleinen Emirat Adschman nicht gefunden, weswegen es auf finanzielle Stützung der anderen Emirate angewiesen ist. Von touristischer Bedeutung ist der Strand von Adschman-Stadt.
Am Hafen von Adschman wurde 1988 die Freihandelszone Ajman Free Zone eingerichtet. In der Exklave Manama wird seit 2008 ein internationaler Flughafen errichtet.
Bedeutende Bildungseinrichtungen sind die Ajman University of Science and Technology und die Gulf Medical University.